# Pierre-Claude Nivelle de La Chaussée

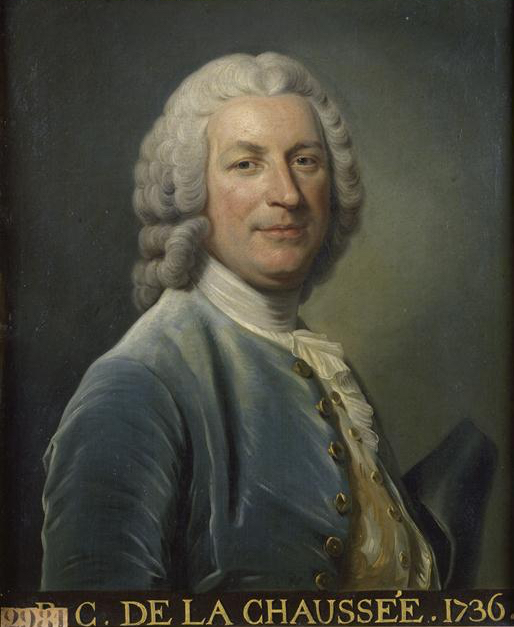
Nivelle de La Chaussée (1736).

Pierre-Claude Nivelle de La Chaussée (París, 1692 - íd., 14 de marzo de 1754), fue un dramaturgo francés. No obstante algunas fuentes sitúan su fecha de nacimiento en 1691.

## Biografía
Tenía casi cuarenta años cuando empezó a escribir. Su primera obra fue un corto poema titulado  Épître de Clio publicado en 1731, en el cual tomada partido por Jean-François Leriget de la Faye en la controversia que mantenía con Antoine Houdar de la Motte, quien sostenía que los versos no eran indispensables para la tragedia.
Dos años más tarde, estrenó su primera pieza, la Fausse Antipathie en tres actos, representada el 12 de octubre de 1733, respetando las tres unidades clásicas. Era el primer ensayo de un género mixto, mezcla de comedia y drama, creado por él: la comédie larmoyante o comedia lacrimógena o sentimental, antecedente del drama burgués. Desarrolló este mismo género en sus  cinco comedias siguientes.  Le Préjugé à la mode (Nivelle, 1735), L’École des amis (Nivelle, 1737), Mélanide (Nivelle, 1741). L’École des mères (Nivelle, 1744), considerada su obra más famosa, La Gouvernante (Nivelle, 1747). Aunque sus comedias mostraban todas uno estricto concepto de la moral pública, el autor frecuentaba los círculos libertinos y dejó también algunas obras de ese jaez. Entró en la Académie française en 1736 y se opuso constantemente a la admisión en ella de Alexis Piron y de Jean-Pierre de Bougainville, quien terminó por sucederle. Otras obras suyas son  Maximien, tragedia (Nivelle, 1738) Amour pour amour, comedia en tres actos (Nivelle, 1742) Pamela, comedia en cinco actos (Nivelle, 1743) le Rival de lui-même, comedia en un acto (Nivelle, 1746) l’Amour castillan, comedia en tres actos (Nivelle, 1747) l’École de la Jeunesse, comedia en cinco actos (Nivelle, 1749) le Retour imprévu, comedia en tres actos (Nivelle, 1756) y diversas piezas no representadas: Élise, le Vieillard amoureuse; l’Homme de fortune, les Corinthiens, la Princesse de Sillon.
También escribió le Rapatriage, obra en un acto y Contes en vers. Sablier ha publicado las Œuvres complètes de La Chaussée (Paris, 1762, 5 vol. en dozavo). También existen unas Œuvres hoisies (Ibid., 1813, 2 vol. in-18 ; 1825, in-18).

### Obras
- Nivelle (1731) Épître de Clio
- Nivelle (1733) la Fausse Antipathie
- Nivelle (1735). Le Préjugé à la mode.
- Nivelle (1737). L’École des amis.
- Nivelle (1741). Mélanide.
- Nivelle (1744). L’École des mères.
- Nivelle (1747). La Gouvernante.
- Nivelle (1738). Maximien.
- Nivelle (1742). Amour pour amour.
- Nivelle (1743). Pamela.
- Nivelle (1746). le Rival de lui-même.
- Nivelle (1747). l’Amour castillan.
- Nivelle (1749). l’École de la Jeunesse.
- Nivelle (1756). le Retour imprévu.